# رص التربة
رص التربة أو دمك التربة (بالإنجليزية: Soil compaction)‏ هو إعادة ترتيب حبيبات التربة بطرد الهواء فقط من فراغات التربة ويتم ذلك باستخدام وسائل ميكانيكية تنتج حمولات شاقولية ضاغطة وذلك يؤدي إلى نقص في حجم فراغات الهواء (مسامية التربة (بالإنجليزية: Macropores)‏) وزيادة في كثافة التربة. تعتبر الترب الطينية أكثر عرضة لانضغاط التربة من غيرها بسبب صغر حجم جزيئاتها وقدرتها على الاحتفاظ بالماء. ويختلف الرص عن التصلب بأن الأخير هو طرد تدريجي للمياه من التربة المشبعة باستخدام إجهاد مستمر ويصاحب ذلك نقص في الحجم.
عرف رص التربة منذ القدم حينما بدأ الإنسان في بناء السدود القديمة حيث كانت تتم عملية دمك التربة بتمرير أعداد كبيرة من العمال والحيوانات على التربة المفككة مرات متعددة. وكانت جسور السكك الحديدية في البداية تدمك بترك تربتها عدة سنين لتدمك تحت تأثير وزنها قبل وضع طبقة الزلط فوقها. وكانت الأساليب المستخدمة قديما في دمك التربة وسائل تقريبية إلى أن قدم رالف بروكتور أبحاثه عام 1933م فأدخل الأسلوب العلمي في هذا المجال.

## رص التربة في الهندسة
رص التربة في الهندسة هي عملية تحدث عن قصد بهدف تهيئة أرضية صلبة لإقامة منشآت أو مباني أو طرق أو مواقف للسيارات فوقها. تتم باستخدام آليات معدة لهذا الغرض.

### أهمية الرص كتطبيق هندسي
- في مجال السدود الترابية فإن دمك تربة الردم في السد تزيد مناعته لنفاذ الماء مما يقلل كمية الماء المتسربة منه. كما أن قوة القص لردم مدموك جيدا تساعد على ثبات هذا الردم ومقاومته للانزلاق.
- وفي مجال الطرق والمطارات فإن هذه الأعمال الهندسية تزيد سعتها الحملية إذا أنشأت على أساس مدموك جيدا.
- وفي مجال تحسين خواص التربة في عمليات الأحلال
- الرص من أهم العمليات اللازمة لتثبيت التربة سواء أضيفت مادة التثبيت أم لم تضاف.

## رص التربة في الزراعة
رص التربة في الزراعة هي عملية غير مرغوبة عادة، حيث تؤدي إلى تقليل في نسبة الهواء في التربة وتزيد من مقاومة التربة لنمو النباتات.

مرور صهريج مليء فوق تربة رطبة يؤدي إلى رصها

## تجارب الرص العملية
تهدف تجارب الرص العملية إلى إيجاد وضع قياسي يكون أساسا واسترشادا لإجراء عملية الرص في الموقع، ويوجد العديد من التجارب العملية التي تعتمد على طريقة ونوع الرص، وينقسم الرص إلى الأنواع الأتية:
- الرص الديناميكي: حيث يتم الرص بواسطة دق بمطرقة تسقط من ارتفاع معين.
- الرص بالعجن: حيث يتم الرص بواسطة اختراق وافر للتربة ثم يحدث بعض العجن في التربة أثناء الرص.
- الرص بحمل ستاتيكي: حيث تدمك التربة في قالب تحت حمل ستاتيكي.
- الرص بالهز: حيث يتم دمك التربة بتعريضها للاهتزاز.

## اختبار بروكتور

### اختبار بروكتور القياسي
تجفف عينة من التربة بعد أن تسحق بحيث يكون التجفيف هوائيا في حدود 5 كحجم مارة من منخل فتحته 20ملم ثم تضاف كمية من الماء حسب نوع التجربة بحيث تعطي محتوى رطوبة ما بين 4% إلى 6% للتربة الرملية والزلطية وبقيمة تتراوح بين 8% إلى 10% للتربة الطينية والطمية ثم توضع العينة على ثلاث طبقات في القالب المكون في اسطوانة مفرغة قطر 10.2سم وارتفاعه الداخلي 1.6سم (يعطي حجما حوالي 944سم3) كما أن هذه الاسطوانة لها امتداد علوي ارتفاعه 6سم وتدمك كل طبقة من الطبقات الثلاث بواسطة الدق 25دقة بمطرقة تزن حوالي 2.5كلغ وقطرها 5.1سم وتسقط من ارتفاع 30.5سم ثم يزال الامتداد العلوي للاسطوانة وتسوى التربة بداخلها ثم يوزن القالب الاسطواني بما يحتويه من تربة لحساب الكثافة الرطبة للعينة والمحتوى المائي لها.

### اختبار بروكتور المعدل
أحدث الاتحاد الأمريكي لموظفي الطرق الحكومية تطويرا في تجربة بروكتور القياسية شمل وضع العينة على 5 طبقات والمطرقة بوزن 4.5كلغ تسقط من ارتفاع 45 سم وهذا يبين أنه كلما زاد جهد الرص فإن أكبر كثافة جافة لنفس التربة تزيد وأقصى رطوبة محتوية تقل.

## نظرية الرص
تبين من نتائج اختبارات الرص أن الكثافة الجافة تزيد عند دمك تربة مع زيادة نسبة الرطوبة تحت أي جهد دمك إلى أن تبلغ العينة الرطوبة القصوى ثم تنخفض الكثافة الجافة بعد الزيادة في الرطوبة عند الحد الأقصى. وهناك نظريات كثيرة لتفسير ذلك منها أنه إذا كانت الرطوبة في تربة ما منخفضة فإن حبيباتها تتغلف بطبقة رقيقة من الماء والهواء الذي يفصل هذه الحبيبات يكتسب ضغطا جويا حيث يكون الهواء في بادئ الأمر متصل بالجو. فإذا دمكت الحبيبات مع بعضها بحيث يمتنع اتصال الهواء الموجود في الفراغات بالجو فإن ضغط الهواء المحبوس في الفراغات يزيد عن الضغط الجوي بمقدار يتوقف على درجة تقارب الحبيبات من بعضها وحجم الهواء المحبوس في الجيوب الناتجة من تقارب الحبيبات. وكلما كان حجم الهواء المحبوس كبيرا كلما كان ضغطه صغيرا والعكس صحيح.
وعندما تزيد الرطوبة عن أقصى محتوى فإن الجزء الأكبر من جهد الرص يستنفذ للتغلب على الزيادة في ضغط الهواء المحبوس والذي يبدوا أنه أكبر من الضغط في حالة نسبة الرطوبة القصوى مما ينتج انخفاض في نسبة الهواء المحبوس أما الجزء المتبقي من جهد الرص فإنه يفشل حتى في التغلب على مقاومة الاحتكاك الصغيرة بين الحبيبات مما ينتج عنه زيادة في نسبة المسام وبالتالي في انخفاض في الكثافة الجافة وتستمر هذه العملية مع زيادة الرطوبة إلى أن تصل رطوبة تكون عندها نسبة الفراغات الهوائية أقل ما يمكن.
وإذا زادت الرطوبة عن هذا الحد فإن الهواء المحبوس يكون أكبر من جهد الرص الذي يفشل في ضغط الهواء المحبوس أو التغلب على الاحتكاك بين الحبيبات. وعلى هذا تكون النتيجة انخفاض في كثافة التربة الجافة وزيادة في المسام ونسبة الفراغات الهوائية.
ومما سبق يمكن استنتاج أن الضغط المتوالد في الفراغات الهوائية خلال علمية الرص هو الذي يلعب دورا كبيرا في تشكيل منحنى الرص.

## العوامل المؤثرة على الرص
1. المحتوى المائي: تزيد الكثافة الجافة في زيادة المحتوى المائي إلى أن تصل التربة بمحتواه المائي إلى القيمة القصوى ثم بعدها تتناقص الكثافة الجافة بزيادة المحتوى المائي.
2. كمية الرص: لكل تربة نوع معين مناسب لها من الرص، وزيادة طاقة الرص تزيد من قيمة الكثافة الجافة القصوى ويخفض المحتوى المائي الأمثل وعامة فإن زيادة جهد الرص أو طاقة الرص تجعل المنحنى يتحرك شمالا إلى الأعلى.
3. نوع التربة: الكثافة الجافة القصوى تعتمد على نوع التربة. والتربة ذات الحبيبات الخشنة المتدرجة يكون لها كثافة جافة قصوى أكبر من تلك التربة ذات الحبيبات الناعمة. والطين له أقل كثافة قصوى.
4. طريقة الرص: تؤثر على قيم الرص وتشمل طريقة الرص سواء المعلمية أو الحلقية على وزن المطارق وكيفية الرص (ديناميكي أو ستاتيكي، عجن أو هرس) وزمن الرص والمساحة المعرضة للدمك.
5. الإضافات: توجد بعض الإضافات يمكن استخدامها لتحسين صفات الرص.
6. محتوى التربة من المادة العضوية.

## تأثير الرص على خواص التربة
1. يزيد الرص من مقاومة القص للتربة.
2. يزيد قدرة تحمل التربة.
3. يخفض من قدرة التربة على الانضغاط والهبوط.
4. يقلل الرص من نفاذية التربة وبالتالي تنخفض قدرتها على تسرب المياه.

## طرق الرص في الموقع
دمك التربة ينفذ في الموقع بإحدى الطرق الآتية:
‌أ- الرص بالهراسات: يوجد من الآلات الهرس عدة أنواع:
- هراسات العجل الناعم: وهي المعروفة بهراسات العجلات الثلاث ويوجد منها أوزان مختلفة.
- هراسات ذات الإطارات المنفوخة تحت ضغط: وهي هراسات تتركب منة عدة عجلات صغيرة ذات إطارات منفوخة ويزن الثقيل منها حوالي 200طن ويتوقف عدد مرور هذه الهراسات والضغط الذي تحدثه على التربة على درجة الرص المطلوبة وسمك التربة.
- هراسات قدم الغنم: وهي تتركب من اسطوانات صلب مفرغة ذات أقدام منشورية موزعة على سطح الاسطوانات ويمكن تغيير وزن الاسطوانات عن طريق ملئها بالمياه.

‌ب- الرص بالمطارق: يتم الرص عن طريق الدق بمطارق ويتراوح وزن المطرقة من 30 إلى 150 كلغ ومنها ما يصل وزنه إلى واحد طن.
‌ج- الرص بالهز: يتم دمك التربة باستخدام أجهزة محدثة للاهتزازات. ومنها ما هو يدوي للأعمال الصغير ومنها ما هو ضخم. ومن هذه الأجهزة ما يسمى بالتعويم الاهتزازي والذي يحتوي على اسطوانة اهتزازية طولها 2 م وقطرها الخارجي 43 سم وتنزل الاسطوانة الاهتزازية تفي التربة عن طريق دفع المياه من أسفلها ثم تعرض الاسطوانة للاهتزاز فتدمك التربة حولها وعندما يتم الرص تضاف تربة أخرى حول الاسطوانة ثم ترفع الاسطوانة بمقدار 30سم ثم تكرر العملية مرة أخرى. ويستخدم هذا النوع لدمك أعماق تصل إلى تسعة متر.